# Quận Irwin, Georgia
Quận Irwin là một quận trong tiểu bang Georgia, Hoa Kỳ. Quận lỵ đóng ở thành phố Ocilla 6. Theo điều tra dân số năm 2000 của Cục điều tra dân số Hoa Kỳ, quận có dân số 9931 người 2. Năm 2007, ước tính dân số quận này là 9934 người.

## Địa lý

### Các xa lộ
- U.S. Highway 129
- U.S. Highway 319
- Georgia State Route 32
- Georgia State Route 90

### Quận giáp ranh
- Ben Hill County (bắc)
- Coffee County (đông)
- Berrien County (nam)
- Tift County (tây nam)
- Turner County (tây bắc)